# Maksim Bardatjoŭ

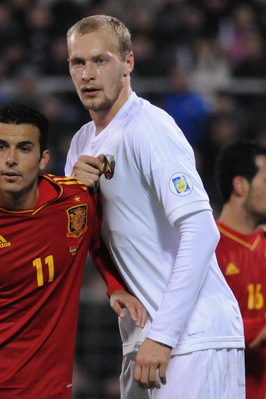
Maksim Bardatjoŭ

Maksim Aljaksandravitj Bardatjoŭ (belarusiska: Максі́м Алякса́ндравіч Бардачо́ў, łacinka: Maksim Alaksandravič Bardačoŭ; ryska: Макси́м Алекса́ндрович Бордачёв, Maksim Aleksandrovitj Bordatjov), född 18 juni 1986 I Grodno, Vitryska SSR i Sovjetunionen (nuvarande Hrodna i Vitryssland), är en vitrysk fotbollsspelare (vänsterback) som spelar för den Vitryska klubben Sjachtar Salihorsk, på lån från Torpedo Zjodzina.